# Astragalus burchan-buddaicus
Astragalus burchan-buddaicus es una especie de planta del género Astragalus, de la familia de las leguminosas, orden Fabales.
Fue descrita científicamente por N. Ulziykhutag.